# Bronny James
LeBron Raymone "Bronny" James Jr. (sinh ngày 6 tháng 10 năm 2004) là một cầu thủ bóng rổ chuyên nghiệp người Mỹ chơi cho South Bay Lakers thuộc NBA G League, đội hai của Los Angeles Lakers thuộc Giải bóng rổ Nhà nghề Mỹ (NBA). Anh chơi bóng rổ cấp độ đại học cho đội USC Trojans. Là một tân binh được tuyển trạch viên đánh giá 4 sao, James được vinh danh vào đội hình McDonald's All-American khi còn là học sinh cuối cấp trung học vào năm 2023. Anh chơi một mùa giải bóng rổ đại học cho USC Trojans trước khi được Lakers lựa chọn ở vòng 2 của kỳ tuyển trạch tân binh NBA năm 2024. James là con cả và là đồng đội của cầu thủ bóng rổ chuyên nghiệp LeBron James Sr., khiến họ trở thành cặp cha con đầu tiên cùng chơi bóng tại NBA.

## Thời thơ ấu và sự nghiệp

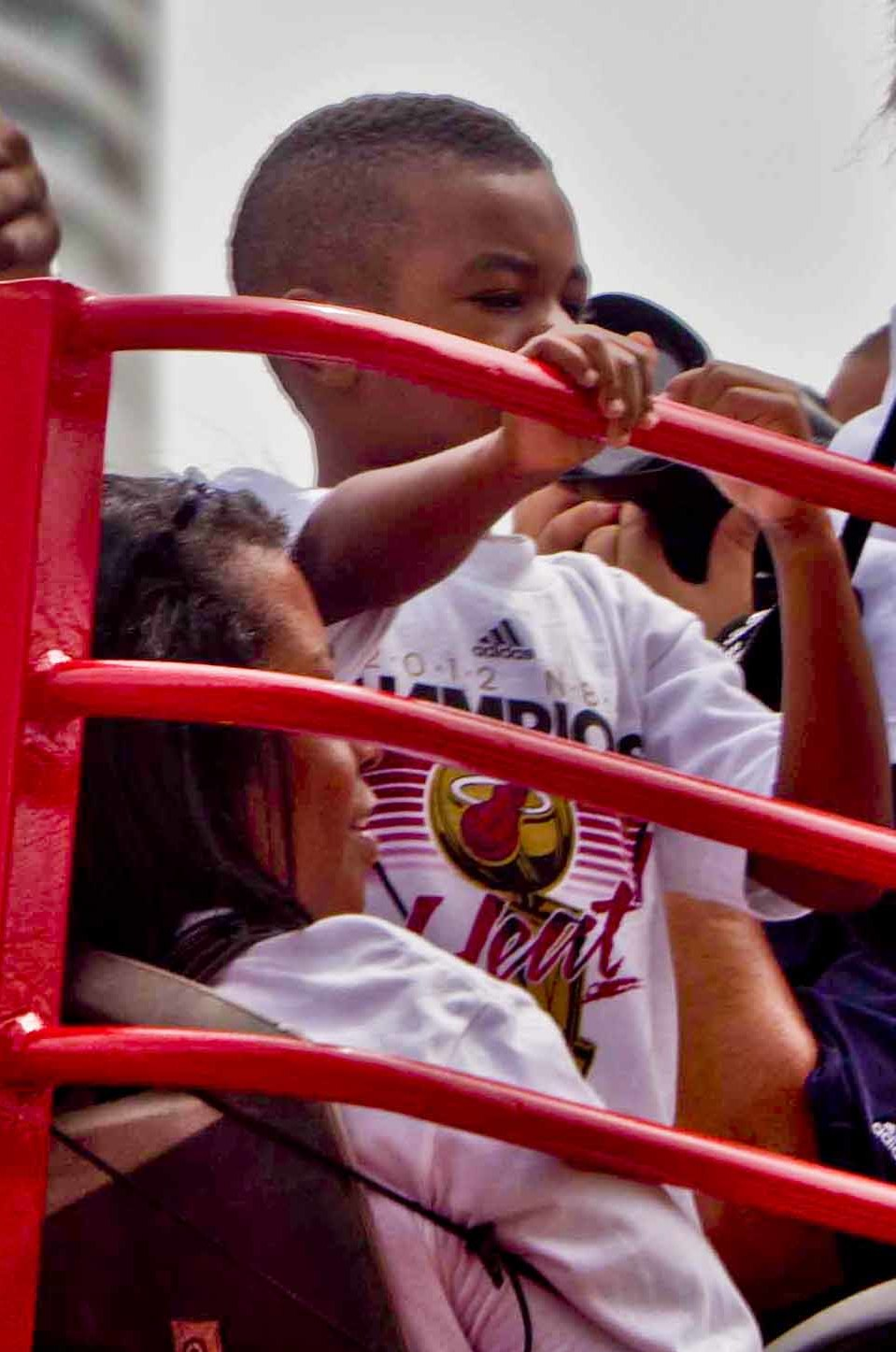
James tại cuộc diễu hành vô địch của Miami Heat năm 2012

James sinh ngày 6 tháng 10 năm 2004 tại Akron, Ohio, là con trai của Tân binh xuất sắc nhất năm NBA khi đó LeBron James, 19 tuổi và bạn gái Savannah Brinson, 18 tuổi  Anh được nuôi dưỡng bởi cả bố và mẹ, vào năm 2013 hai người tiến hành kết hôn. Khi còn nhỏ, James đã chơi một số môn thể thao bao gồm bóng rổ và bóng đá, nhưng cha anh không cho phép anh chơi bóng bầu dục hay khúc côn cầu trên băng vì lo ngại về vấn đề an toàn.
Khi James được 10 tuổi, những highlight của anh trong các trận bóng rổ thanh thiếu niên đã thu hút sự chú ý trên toàn quốc. Khi còn bé, James đã chơi cho Miami City Ballers với các đồng đội như Jett Howard và Gulf Coast Blue Chips có trụ sở tại Houston. Ở cấp độ trường trung học cơ sở, anh thi đấu cho đội North Coast Blue Chips, trong đó có sự góp mặt của Mikey Williams. James cũng chơi cho Trường Old Trail ở Bath Township, Quận Summit, Ohio và đưa đội của mình giành chiến thắng trong giải đấu Liên đoàn Trường học Độc lập. Vào tháng 7 năm 2018, một trận đấu cấp thiếu niên có sự góp mặt của James đã bị hủy sau khi một người hâm mộ mặc áo đấu của Michael Jordan la ó cha anh và bị từ chối cho vào sân. Vào ngày 6 tháng 8 năm 2018, anh đã đăng ký vào Trường Crossroads, một trường tư thục liên cấp ở Santa Monica, California. Luật của tiểu bang California ngăn cản James ngay lập tức tham gia đội tuyển trung học phổ thông vì anh chỉ đang học lớp 8. Vào ngày 3 tháng 12 năm 2018, trong trận đấu đầu tiên cho trường, James đã ghi được 27 điểm trong chiến thắng 61–48 trước Trường trung học cơ sở Culver City .  Vào tháng 4 năm 2019, anh đã ra mắt Nike Elite Youth Basketball League (EYBL) với Strive for Greatness. 

## Sự nghiệp trung học

### Mùa giải năm nhất

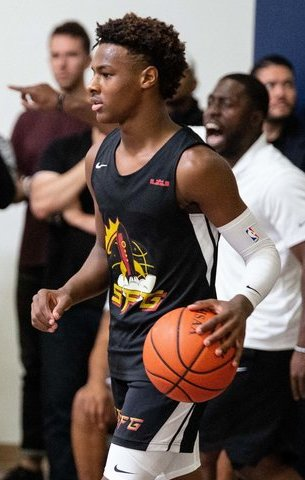
James với Strive for Greatness tại sự kiện Nike EYBL năm 2019

Vào ngày 29 tháng 5 năm 2019, James chuyển đến Trường Sierra Canyon, một trường tư thục liên cấp ở Chatsworth, Los Angeles để học lớp 9. Anh học cùng em trai Bryce và học sinh cuối cấp Zaire Wade, con trai của Dwyane Wade, một đồng đội lâu năm của bố James. Đội bóng rổ của trường Sierra Canyon, dưới sự dẫn dắt của huấn luyện viên trưởng Andre Chevalier, là một trong những đội bóng mạnh nhất nhất cả nước và đã giành được hai danh hiệu vô địch tiểu bang California Interscholastic Federation (CIF) Open Division trước đó. Đội hình mùa giải 2019–20 được dẫn dắt bởi những cầu thủ tuyển trạch năm sao, Brandon Boston Jr. và Ziaire Williams. Đây là những cầu thủ đã chuyển đến đây vào năm cuối cấp. Vào đầu mùa giải, ESPN thông báo rằng các kênh của họ sẽ phát sóng 15 trận đấu của đội. Mặc dù được giới truyền thông chú ý rất nhiều nhưng bố của James vẫn cấm anh trả lời phỏng vấn.
Vào ngày 21 tháng 11 năm 2019, James đã có trận ra mắt ở cấp độ trung học, ghi được 10 điểm từ băng ghế dự bị trong chiến thắng 91–44 trước Trường trung học Montgomery. Vào ngày 14 tháng 12, anh ghi được 15 điểm, bao gồm một cú layup giúp đội dẫn trước, và được vinh danh là cầu thủ xuất sắc nhất trận đấu (MVP) trong chiến thắng 59–56 trước trường cũ của cha anh, Trường Trung học St.Vincent-St. Mary.  Vào ngày 15 tháng 1 năm 2020, James đã ghi được 17 điểm, cao nhất trong mùa giải trong chiến thắng 117–62 trước Trường Viewpoint. Năm ngày sau, trong trận đấu Hoophall Classic với Trường trung học Công giáo Paul VI, một người hâm mộ trẻ tuổi đã ném vỏ cam vào James và khiến trận đấu phải dừng lại trong giây lát. Mặc dù thủ phạm không được xác định ngay lập tức, một đoạn clip về vụ việc đã lan truyền, gây ra sự chỉ trích từ phía cha của James và buộc người hâm mộ đã đưa ra lời xin lỗi.   Sierra Canyon đã lọt vào trận chung kết giải vô địch tiểu bang Open Division nhưng trận đấu đã bị hủy do đại dịch COVID-19. Khi còn là học sinh năm nhất, James đạt trung bình 4,1 điểm trong 15 phút mỗi trận. Trường Sierra Canyon kết thúc mùa giải với thành tích 30–4. Anh cầu thủ duy nhất của đội ra sân toàn bộ 34 trận của mùa giải.

### Mùa giải năm hai
Vào ngày 12 tháng 11 năm 2020, James đã chơi trận đấu đầu tiên ở giai đoạn tiền mùa giải với tư cách là học sinh lớp 10 cho Câu lạc bộ bóng rổ California (CBC), một đội bóng du đấu đại diện cho Sierra Canyon, đấu với Air Nado là đội bóng trực thuộc Trường trung học Coronado tại giải giao hữu High School Showcase. Anh ghi được 9 điểm, tất cả đều trong 2 hiệp đầu. Vào tháng 2 năm 2021, James bị rách sụn chêm khi luyện tập và phải tiến hành phẫu thuật. Do đại dịch COVID-19 nên James đã không chơi bất kỳ trận đấu chính thức nào cho Sierra Canyon trong mùa giải 2020–21 Sau khi vắng mặt trong phần lớn mùa giải, James đã trở lại thi đấu trong trận đấu trước Trường trung học Centennial trong trận chung kết Giải mở rộng CIF Southern Section vào ngày 11 tháng 6. Anh ghi được bảy điểm trong trận thua 80–72.  Trường Sierra Canyon với đầu tàu là cầu thủ năm ba Amari Bailey, đã kết thúc mùa giải với thành tích 16–2. 

### Mùa giải năm ba
Trong mùa giải năm thứ ba của James, đội tuyển trường Sierra Canyon của anh được dẫn dắt bởi các đàn anh Amari Bailey và Kijani Wright. Vào ngày 4 tháng 12 năm 2021, James ghi được 19 điểm, cao nhất trong trận thắng 71–53 trước Trường trung học St. Vincent–St. Mary tại giải đấu Chosen-1's Invitational diễn ra tại nhà thi đấu Staples Center, khi đó Bailey phải ngồi ngoài vì chấn thương mắt cá chân. Đội của James đã bị Trường Harvard-Westlake đánh bại trong trận bán kết Giải mở rộng CIF Southern Section, trong trận này anh chỉ ghi vỏn vẹn 4 điểm.
Sierra Canyon đã lọt vào trận chung kết khu vực Open Division, để thua Trường trung học Centennial với tỷ số 83–59, và James đã không ghi được điểm số nào khi thi đấu vì bị chấn thương hông. Đội bóng kết thúc mùa giải với thành tích 26–5. Khi còn là cầu thủ năm 3, James ghi trung bình 8,8 điểm, 3,3 rebound, 2,8 kiến tạo và 1,9 cướp bóng mỗi trận trong 29 lần ra sân. 

### Mùa giải năm 4
Trong mùa giải cuối cùng của mình, James đảm nhận vai trò dẫn dắt đội bóng. Em trai của James là Bryce bắt đầu gia nhập đội. Vào tháng 8 năm 2022, anh đã cùng các đồng đội tại trường Sierra Canyon trong màu áo CBC thi đấu ba trận đấu giao hữu ở châu Âu. Trong trận đấu thứ hai của mình, James dẫn đầu các cầu thủ ở chỉ số ghi điểm với 25 điểm có được trong trận thua 97–85 trước U18 Tuyển chọn Pháp tại Paris. Vào ngày 29 tháng 10, James và các đồng đội đã phải sơ tán khỏi trận đấu giao hữu tiền mùa giải với Hyattsville Stags, đại diện từ Trường trung học Công giáo DeMatha, sau khi một cuộc ẩu đả nổ ra trên khán đài và một người hâm mộ báo cáo đã nhìn thấy một khẩu súng. Trận đấu đã bị hủy mặc dù không có vũ khí nào được tìm thấy tại trận đấu.
Sau khi vắng mặt trong hai trận đấu đầu tiên của mùa giải chính vì bị ốm, James đã có trận ra mắt đội với tư cách là học sinh năm 4 vào ngày 26 tháng 11, ghi tổng cộng 13 điểm, 4 kiến tạo và 3 rebound trong trận thua 63–60 trong hiệp phụ trước Trường Công giáo Rancho. Trong trận đấu đầu tiên trên sân nhà vào ngày 30 tháng 11, James ghi được 25 điểm trong chiến thắng 77–61 trước Trường Crossroads. Vào tháng 1 năm 2023, James đã bỏ lỡ bốn trận đấu vì chấn thương đầu gối. Ngày 1 tháng 2, anh trở lại và ghi được 19 điểm trước Trường trung học Notre Dame, nhận trận thua với tỉ số 88–61 tại bán kết Giải đấu Mission. Sierra Canyon đã xuống hạng từ CIF Open Division xuống Division I sau thành tích tệ nhất tại mùa giải chính và vòng loại trực tiếp Southern Section Open Division trong nhiệm kì huấn luyện của Andre Chevalier. James ghi được 10 điểm trong trận thua 80–68, đánh dấu kết thúc mùa giải trước Trường trung học Notre Dame tại trận chung kết khu vực Hạng I. Vào năm cuối, James ghi trung bình 14,2 điểm, 5,5 rebound, 2,4 kiến tạo và 1,8 cướp bóng mỗi trận, giúp đội đạt thành tích 23–11. Anh được chọn để tham dự trận đấu McDonald's All-American Game và được chọn vào đội tuyển Mỹ tại Nike Hoop Summit. James ghi được 15 điểm với 5 cú ném 3 thành công, san bằng kỷ lục về số cú ném 3 điểm thành công tại sự kiện này cùng 4 pha kiến tạo và 2 lần cướp bóng trong trận thua 109–106 tại McDonald's All-American Game. Anh đứng thứ hai trong cuộc thi úp rổ của sự kiện.  Tại sự kiện Nike Hoop Summit, James ghi được 11 điểm, 4 rebound, 1 cướp bóng và 1 chặn bóng cùng với việc thực hiện thành công các pha ném phạt giúp đội vươn lên dẫn trước. Đội của James giành chiến thắng với tỷ số 90–84.

### Tuyển trạch
Theo cha của James, đến năm 2015, James đã nhận được các đề nghị học bổng và thư quan tâm từ các chương trình bóng rổ của trường đại học. Cha anh cho rằng:"Họ đã vi phạm luật. Bạn không nên tuyển trạch những đứa trẻ 10 tuổi." Năm 2016, ESPN đưa tin rằng James đã nhận được các đề nghị từ Duke và Kentucky. Khi bước vào trung học, các nhà phân tích đã coi anh là một cầu thủ triển vọng lớn để chơi bóng tại NCAA Division I. James lần đầu tiên xuất hiện trong bảng xếp hạng tuyển trạch trước mùa giải thứ hai của mình. 247Sports và ESPN xếp hạng James là tân binh bốn sao và là một trong 30 cầu thủ hàng đầu thế hệ 2023. Vào đầu mùa giải năm thứ ba, khi mà chấn thương khiến anh phải sớm kết thúc mùa giải, James đã tụt xuống vị trí thứ 52 và 49 trong bảng xếp hạng của 247Sports và ESPN. James cũng đã tụt 31 bậc xuống vị trí thứ 60 trong bảng xếp hạng của Rivals vào tháng 6 năm 2022. Trong mùa giải cuối cùng của mình, James được On3 tăng hạng lên hạng 9. Vào ngày 17 tháng 1 năm 2023, tờ Los Angeles Times đưa tin rằng James sẽ quyết định theo học đại học tại Ohio State, Oregon hoặc USC .  Vào ngày 6 tháng 5, James tuyên bố lựa chọn USC, với Ohio State là phương án cuối cùng khác.

## Sự nghiệp đại học
Vào tháng 3 năm 2023, James được dự đoán sẽ đứng trong 10 lượt chọn đầu tiên trong NBA Draft năm 2024. Theo nhà phân tích NBA Draft của ESPN là Jonathan Givony, James được coi là tài năng triển vọng có sự tiến bộ nhiều nhất cả nước.
Ngày 24 tháng 7 năm 2023, vào khoảng 9:26 theo giờ PDT, James đã ngã quỵ trong buổi tập của USC tại Trung tâm Galen. Sau đó anh được chuẩn đoán đã bị ngừng tim do khuyết tật tim bẩm sinh. James được xuất viện vào ngày 27 tháng 7. 
Chưa đầy năm tháng sau, James đã có trận ra mắt ở cấp độ đại học cho Trojans vào ngày 10 tháng 12. Anh có 4 điểm, 3 rebound, 2 kiến tạo, 2 cướp bóng và 1 chặn bóng từ băng ghế dự bị trong trận thua 84–79 trước Long Beach State. Vào ngày 30 tháng 12, James ghi được 15 điểm, cao nhất trong sự nghiệp tỉ lệ ném 6/11 và có 3 kiến tạo trong trận thua trên sân khách trước Oregon State. Vào ngày 17 tháng 1 năm 2024, James đã chơi 30 phút, cao nhất trong mùa giải và ghi được 11 điểm, 5 rebound và 6 kiến tạo trong trận thua 82–67 trước đội xếp thứ 12 là Arizona James ra sân trong 25 trận đấu cuối cùng của USC, đấu chính 6 trận và ghi trung bình 4,8 điểm, 2,8 rebound và 2,1 kiến tạo trong 19,3 phút thi đấu.
Vào ngày 5 tháng 4 năm 2024, James thông báo trên Instagram rằng anh sẽ tham gia NBA Draftnăm 2024 trong khi vẫn duy trì tư cách đtham gia ại học và cũng sẽ tham gia chuyển nhượng.
Vào đầu tháng 5 năm 2024, James được xác nhận đủ điều kiện y tế để tham gia NBA Draft. Vào ngày 28 tháng 5 năm 2024, có thông tin cho rằng James đã nhận được ít nhất 10 lời mời tham dự buổi tập luyện từ các đội NBA nhưng chỉ đến thăm "một vài" đội trong số đó, bao gồm Los Angeles Lakers và Phoenix Suns Anh chỉ tham gia tập luyện với hai đội bóng này.

## Sự nghiệp chuyên nghiệp

### Los Angeles / South Bay Lakers (2024–nay)
Vào ngày 27 tháng 6 năm 2024, James được Los Angeles Lakers lựa chọn ở lượt thứ 55 tại kỳ NBA Draft 2024.Việc lựa chọn này đã giup James với cha của anh trở thành cặp cha con đầu tiên cùng thi đấu tại NBA cùng một thời điểm. Trong quá trình đưa tin về kỳ tuyển chọn của ESPN, Bob Myers đưa tin rằng người đại diện của James là Rich Paul đã đe dọa các đội NBA khác không lựa chọn James, nếu không anh sẽ chơi bóng ở nước ngoài, cụ thể là giải NBL của Úc. Vào ngày 3 tháng 7 năm 2024, James ký hợp đồng với Lakers. Anh có trận ra mắt tại NBA Summer League vào ngày 6 tháng 7, ghi được 4 điểm cùng với 2 kiến tạo, 2 rebound và 1 cướp bóng trong trận thua 108–94 trước Sacramento Kings. Trong 6 trận đấu tiền mùa giải, James ghi trung bình 4,2 điểm trong 15,5 phút mỗi trận, tỉ lệ ném thành công 24,3% (9/37) và tỉ lệ ném 3 điểm là 8,3% (1/12).
Vào ngày 22 tháng 10 năm 2024, trong trận đấu với Minnesota Timberwolves, James và cha anh đã trở thành cặp cha con đầu tiên chơi bóng cùng lúc ở NBA, chơi cho cùng một đội. Bronny có trận đấu ra mắt với 1 rebound trong 3 phút thi đấu trong chiến thắng của Lakers trước Timberwolves. Vào ngày 30 tháng 10, anh có điểm số NBA đầu tiên của mình cùng 2 kiến tạo và 1 cướp bóng trong trận thua 134–110 trước Cleveland Cavaliers.
Vào ngày 7 tháng 11 năm 2024, Lakers đã đưa James xuống đội hai đang chơi tại G League là South Bay Lakers.

## Hồ sơ cầu thủ
James có chiều cao là 6 foot 1,5 inch (1,867 m), có thể chơi ở vị trí hậu vệ dẫn bóng và hậu vệ ghi điểm. Các nhà phân tích đã mô tả khả năng ném bóng và phòng thủ là điểm mạnh chính của James mặc dù anh không có vóc dáng như hầu hết các cầu thủ NBA có cùng bộ kỹ năng của mình. James rất giỏi trong các tình huống bắt bóng ném và cũng có thể ném bóng khi đang di chuyển. James có thể theo kèm các hậu vệ dẫn bóng, khả năng phòng ngự và cường độ chơi bóng của anh nhận được nhiều lời khen. Vào năm 2023, Givony của ESPN cho biết James đang tiến bộ và trở thành cầu thủ phòng ngự vòng ngoài trong lứa của mình. Jonathan Wasserman nhận định rằng James là người có chỉ số IQ bóng rổ cao và là cầu thủ sẵn sàng chuyền bóng thay vì chỉ tập trung ghi điểm. Mặc dù là cầu thủ có khả năng cầm bóng đáng tin cậy nhưng James có thể gặp khó khăn trong việc thoát khỏi sự đeo bám của cầu thủ theo kèm. Khả năng đột phá và dứt điểm của James bị coi là điểm yếu mặc dù anh có đủ sức mạnh để ném bóng khi va chạm với cầu thủ đối phương. Phong cách chơi bóng của James được so sánh với De'Anthony Melton, Lonzo Ball, Miles McBride và Jrue Holiday.

## Thống kê sự nghiệp

### Đại học
| Năm     | Đội | GP | GS | MPG  | FG%  | 3P%  | FT%  | RPG | APG | SPG | BPG | PPG |
| ------- | --- | -- | -- | ---- | ---- | ---- | ---- | --- | --- | --- | --- | --- |
| 2023–24 | USC | 25 | 6  | 19.3 | .366 | .267 | .676 | 2.8 | 2.1 | .8  | .2  | 4.8 |

## Cuộc sống cá nhân
Cha đỡ đầu của James là cầu thủ NBA All-Star Chris Paul,  bạn thân của cha anh.
Năm 2020, James đã ký hợp đồng với tổ chức thể thao điện tử FaZe Clan. Thông qua quan hệ đối tác, anh dự kiến sẽ stream Fortnite và Call of Duty: Warzone dưới tên "FaZe Bronny." Vào tháng 6 năm 2021, James lần đầu tiên xuất hiện trên trang bìa của Sports Illustrated cùng với các thành viên của FaZe Clan, bao gồm cả tiền vệ chính NFL Kyler Murray.
James đã có một lượng người theo dõi lớn trên mạng xã hội kể từ khi còn học trung học. Vào tháng 5 năm 2019, anh mở một tài khoản Instagram và đạt được một triệu người theo dõi ngay trong ngày đầu tiên trên nền tảng này. Đến cuối cấp 3, James đã có hơn bảy triệu người theo dõi trên Instagram.
Các nhà phân tích đã dự đoán James sẽ là một trong những người có tiềm năng kiếm được nhiều tiền nhất từ tên tuổi, hình ảnh và danh tiếng (NIL) của anh trong số các vận động viên đại học. Vào tháng 2 năm 2022, anh đã nộp đơn đăng ký thương hiệu cho các biến thể tên của mình: Bronny, BJ Jr. và Bronald. Ở trung học, James đã ký hợp đồng NIL với Nike và Beats by Dre.

### Số áo bóng rổ
James đã từng mặc áo số 0 vì đó là số áo cầu thủ yêu thích của anh, Russell Westbrook.James cũng đã mặc áo số 23 để vinh danh cha mình. Sau đó, vào tháng 7 năm 2024, James đã chọn áo số 9 trong mùa giải chuyên nghiệp đầu tiên của mình tại NBA trong mùa giải 2024–25 của Los Angeles Lakers. Quyết định này được đưa ra để vinh danh nhạc sĩ Juice WRLD, ám chỉ đến EP đầu tay năm 2017 của Juice là 9 9 9